# ایگور میوویچ
ایگور میوویچ (صربی سیریلیکسیریلیک صربی: Игор Миовић; چینی سنتی: 摩域治، زاده 31 مارس 1986 در اسمدرفو) مدافع فوتبال صرب است که در دسته یک فوتبال هنگ‌کنگ در باشگاه هپی ولی بازی می‌کند.
او پیشتر در تیم‌های اسمدرفو، ژلیزنیچار اسمدرفو، اینون پوژارواچ و باشگاه دسته یکی هنگ‌کنگی سان پگاسوس بازی کرده است.

## افتخارات
- تیم سال دستک یک هنگ‌کنگ: ۱۴-۲۰۱۳